# Megistopus mirabilis
Megistopus mirabilis är en insektsart som beskrevs av Hölzel 1981. Megistopus mirabilis ingår i släktet Megistopus och familjen myrlejonsländor. Inga underarter finns listade i Catalogue of Life.